# Arantia mauritiana
Arantia mauritiana är en insektsart som beskrevs av Henri Saussure 1899. Arantia mauritiana ingår i släktet Arantia och familjen vårtbitare. Inga underarter finns listade i Catalogue of Life.